# Steatoda badia
Steatoda badia är en spindelart som först beskrevs av Roewer 1961.  Steatoda badia ingår i släktet vaxspindlar, och familjen klotspindlar.
Artens utbredningsområde är Senegal. Inga underarter finns listade i Catalogue of Life.